# Knowinglee
Knowinglee (auch Knowing Lee) ist ein Jazzalbum von Lee Konitz, Dave Liebman und Richie Beirach. Die im Mai 2010 im CMP Studio in Zerkall entstandenen Aufnahmen erschienen 2011 auf OutNote Records.

## Hintergrund
Der Saxophonist Dave Liebman und der Pianist Richie Beirach spielten seit über 40 Jahren zusammen, als das Album entstand, in Ensembles, die von der Big Band (Quest for Freedom, Sunnyside, 2010) bis zum kleineren Ensemble (Lookout Farm 1974, Quest and Re-Dial: Live in Hamburg, 2010) reichen, bis hin zu Duo-Produktionen wie Double Edge aus dem Jahr 1985. Bei diesem Trio-Projekt spielte Konitz erstmals mit Dave Liebman, einem Saxophonisten einer späteren Generation, obwohl beide Mitarbeiter von Miles Davis waren, Konitz bei Birth of the Cool in den Jahren 1948–51, Liebman mit den frühen elektrischen Bands des Trompeters in den Jahren 1972–74.

## Titelliste
- Lee Konitz, Dave Liebman, Richard Beirach: Knowinglee (OutNote Records OTN 006)[3]

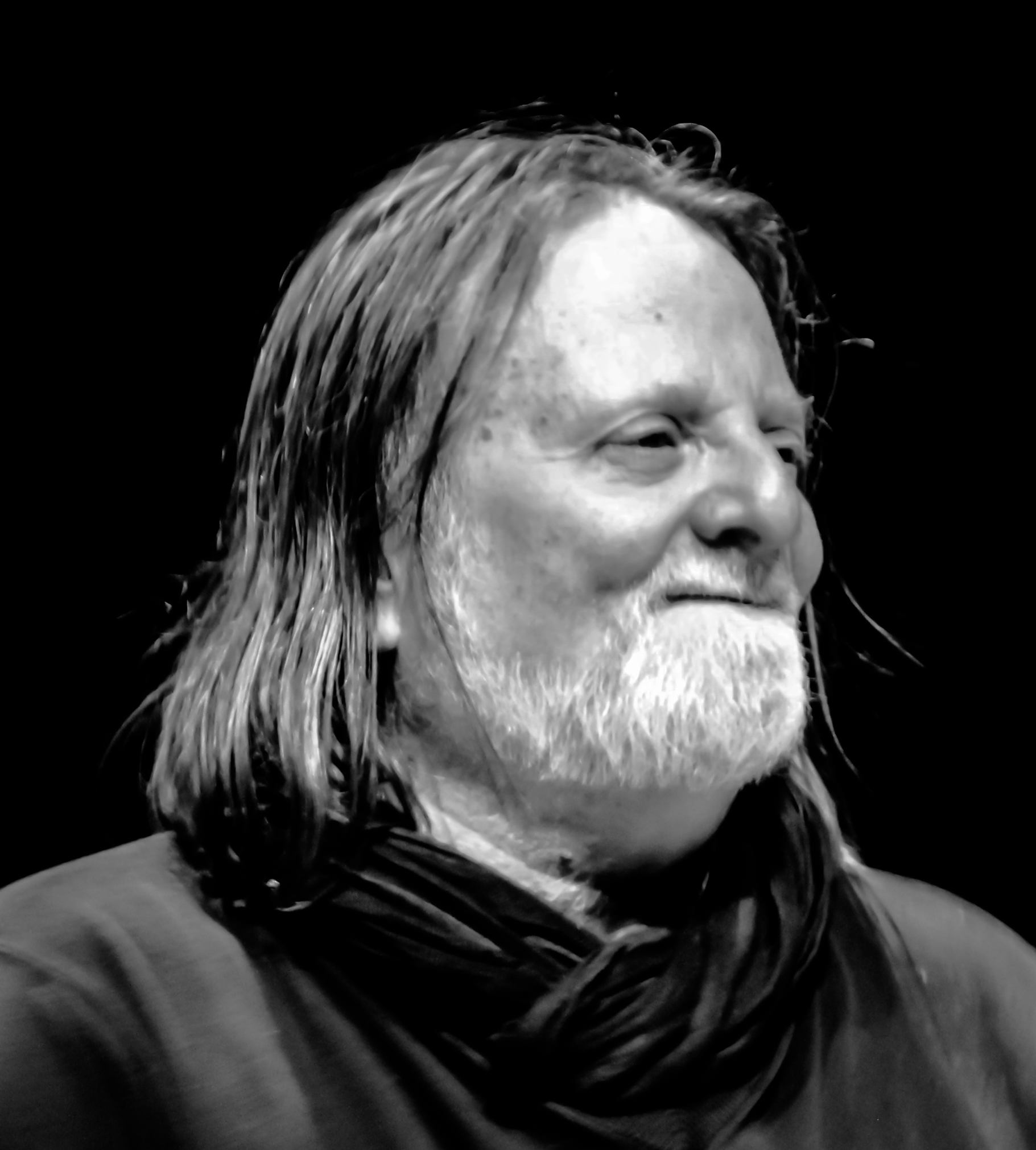
Richie Beirach 2017

1. In Your Own Sweet Way (Dave Brubeck) 8:38
2. Don’t Tell Me What Key 5:40
3. Universal Lament 6:27
4. Alone Together (Howard Dietz, Arthur Schwartz) 8:17
5. Knowinglee 5:03
6. Solar (Miles Davis) 10:04
7. Migration 4:24
8. Thingin’ / All The Things That ... 7:50
9. Trinity 2:05
10. Body and Soul  (Johnny Green) 6:02
11. Hi Beck 3:56
12. What Is This Thing Called Love (Cole Porter) 7:07

- Die Kompositionen stammen, soweit nicht anders vermerkt, von Dave Liebman (2, 5, 7–9), Lee Konitz (2, 3, 7–9, 11), Richie Beirach (2, 3, 5, 9)

## Rezeption
John Fordham vergab an das Album im Guardian vier Sterne und schrieb, „dreiundachtzig oder nicht, der Saxophonist Lee Konitz scheint nie seine Begeisterung für neue musikalische Situationen zu verlieren.“  Angesichts der reduzierten Besetzung und der Hingabe aller drei Spieler an schwebende Improvisationsmelodien und Kontrapunkte, die frei von den Harmonien sind, auf denen die Songs basieren, sei dies unweigerlich eine ziemlich destillierte Jazzübung, die geübte Zuhörer bevorzuge, meint der Autor. Beirach habe ein kluges Bewusstsein dafür, wann die freien Explorationen seiner Partner seltsam bluesige Akkordwechsel oder harmonisch verankernde Akkorde brauchen könnten, und sein zartes Duett mit Konitz in ihrem spontanen „Universal Lament“ (wobei der Saxophonist ungewöhnlicherweise Sopran spielt, aber in der Tönung des Altsaxophons) sei wunderbar.
Nach Ansicht von John Kelman, der das Album in All About Jazz rezensierte und mit 4½ Sternen bewertete, ist der Saxophonist Lee Konitz zwar fast 20 Jahre älter als Liebman und Beirach, aber es gäbe ein gemeinsames Element, das sie miteinander verbinde, und das sei Lennie Tristano, ein oft übersehener Pianist, der mit Bausteinen des freien und des modalen Jazz experimentierte, lange bevor sie von Ornette Coleman und Miles Davis für die Öffentlichkeit „erfunden“ wurden. Während Konitz mit Tristano spielte und Liebman und Beirach ihn einfach studierten, ist Knowinglee – eine erste Begegnung, die durch einen von Liebman geschriebenen Zufallsbrief an Konitz ausgelöst wurde – „eine Sammlung von Standards, Originalen und spontanen Kompositionen, die in der Offenbarung einer gemeinsamen unterschwelligen Verbindung überzeugen auf einer tieferen, konzeptionellen Ebene. Anstatt Liebmans und Beirachs Chemie zu verdünnen, verbessert Konitz sie tatsächlich.“